# Мирнівська сільська рада (Кілійський район)
Ми́рнівська сільська́ ра́да — колишня адміністративно-територіальна одиниця та орган місцевого самоврядування в Кілійському районі Одеської області. Адміністративний центр — село Мирне.

## Загальні відомості
Мирнівська сільська рада утворена в 1957 році.
- Територія ради: 50,81 км²
- Населення ради: 1 548 осіб (станом на 2001 рік)

## Населені пункти
Сільській раді підпорядковані населені пункти:
- с. Мирне

## Населення
Згідно з переписом 1989 року населення сільської ради становило 1736 осіб, з яких 815 чоловіків та 921 жінка.
За переписом населення 2001 року в сільській раді мешкало 1540 осіб.

### Мова
Розподіл населення за рідною мовою за даними перепису 2001 року:
| Мова       | Відсоток |
| ---------- | -------- |
| російська  | 78,68 %  |
| українська | 19,25 %  |
| молдовська | 1,16 %   |
| болгарська | 0,45 %   |
| гагаузька  | 0,13 %   |

## Склад ради
Рада складається з 16 депутатів та голови.
- Голова ради: Домашов Петро Автономович
- Секретар ради: Приходько Людмила Миколаївна

### Керівний склад попередніх скликань
| Прізвище, ім'я, по батькові | Основні відомості                                                                                              | Дата обрання | Дата звільнення |
| --------------------------- | --- | ------------ | --------------- |
| Кос Ігор Петрович           | Сільський голова, 1965 року народження, безпартійний                                                           | 26.03.2006   | 31.10.2010      |
| Домашов Петро Автономович   | Сільський голова, 1956 року народження, освіта середня загальна, член Всеукраїнського об'єднання «Батьківщина» | 31.10.2010   | 25.10.2015      |

Примітка: таблиця складена за даними сайту Верховної Ради України

### Депутати
За результатами місцевих виборів 2010 року депутатами ради стали:

#### За суб'єктами висування
| Суб'єкт висування                                       | Кількість обраних депутатів | %    |
| ------------------------------------------------------- | --------------------------- | ---- |
| Партія регіонів                                         | 13                          | 81,3 |
| Політична партія Всеукраїнське об'єднання «Батьківщина» | 1                           | 6,3  |
| Самовисування                                           | 1                           | 6,3  |
| Соціалістична партія України                            | 1                           | 6,3  |

#### За округами
| № округу                                                | Прізвище, ім'я, по батькові     | Дата визнання обраним | Освіта             | Партійна приналежність                        | Відомості про обраного депутата                                           |
| ------------------------------------------------------- | ------------------------------- | --------------------- | ------------------ | --------------------------------------------- | ------------------------------------------------------------------------- |
| Партія регіонів                                         |                                 |                       |                    |                                               |                                                                           |
| 1                                                       | Гаврилюк Марія Михайлівна       | 05.11.2010            | середня спеціальна | член Партії регіонів                          | сільськогосподарський виробничий кооператив «Дружба», головний бухгалтер  |
| 2                                                       | Ісаєва Людмила Нефедівна        | 05.11.2010            | середня спеціальна | член Партії регіонів                          | Десантненська лікарня, медсестра                                          |
| 3                                                       | Пороховий Євген Олександрович   | 05.11.2010            | середня спеціальна | член Партії регіонів                          | сільськогосподарський виробничий кооператив «Дружба», зварювальник        |
| 4                                                       | Степанов Сергій Миколайович     | 05.11.2010            | середня спеціальна | член Партії регіонів                          | сільськогосподарський виробничий кооператив «Дружба», водій               |
| 5                                                       | Павленко Олександр Степанович   | 05.11.2010            | середня спеціальна | член Партії регіонів                          | сільськогосподарський виробничий кооператив «Дружба», завідувач пекарні   |
| 6                                                       | Кучерба Ірина Петрівна          | 05.11.2010            | середня спеціальна | член Партії регіонів                          | приватний підприємець                                                     |
| 8                                                       | Решетников Валентин Никифорович | 05.11.2010            | середня спеціальна | член Партії регіонів                          | Кілійське управління водного господарства, машиніст                       |
| 9                                                       | Кос Галина Іванівна             | 05.11.2010            | вища               | член Партії регіонів                          | Кілійське управління водного господарства, головний економіст             |
| 10                                                      | Бондаренко Володимир Захарович  | 05.11.2010            | середня спеціальна | член Партії регіонів                          | Кілійське управління водного господарства, завідувач гаража               |
| 11                                                      | Жужа Олександр Іванович         | 05.11.2010            | середня спеціальна | член Партії регіонів                          | Кілійське управління водного господарства, заступник голови               |
| 12                                                      | Боголюк Олександр Васильович    | 05.11.2010            | вища               | член Партії регіонів                          | Кілійське управління водного господарства, агроном                        |
| 13                                                      | Приходько Людмила Миколаївна    | 05.11.2010            | середня спеціальна | член Партії регіонів                          | Мирнівська сільська рада, секретар                                        |
| 16                                                      | Корчака Ольга Петрівна          | 05.11.2010            | вища               | член Партії регіонів                          | Кілійське управління водного господарства, начальник МЕУ                  |
| Політична партія Всеукраїнське об'єднання «Батьківщина» |                                 |                       |                    |                                               |                                                                           |
| 7                                                       | Щьотніков Олег Іванович         | 05.11.2010            | вища               | член Всеукраїнського об'єднання «Батьківщина» | Кілійське управління водного господарства, начальник насосної станції МЕУ |
| Соціалістична партія України                            |                                 |                       |                    |                                               |                                                                           |
| 15                                                      | Іванов Василь Анатолійович      | 05.11.2010            | середня спеціальна | позапартійний                                 | приватний підприємець                                                     |
| Самовисування                                           |                                 |                       |                    |                                               |                                                                           |
| 14                                                      | Домашова Оксана Вікторівна      | 05.11.2010            | середня            | позапартійна                                  | виноградар                                                                |